# Profit warning
A profit warning (magyarul profitfigyelmeztetés) a gazdasági életben a piac előzetes - és általában meglepetésszerű - informálása egy bizonyos cég profitjának várhatóan kedvezőtlen (legalábbis a befektetők várakozásainál kedvezőtlenebb) alakulásáról. Zömében negatív várakozásokat tesznek közzé, hogy megőrizzék a befektetők bizalmát és megelőzzék a rossz eredmény nyilvánosságra kerülése után várható árfolyamzuhanást.